# Andy & Lucas
Andy & Lucas est un duo de pop espagnole originaire de Cadix formé en 2003 par Andrés Morales Troncoso et Lucas González.

## Biographie
Andrés Morales est né le 4 avril 1982 et Lucas González le 28 septembre 1982. Ils ont grandi dans le quartier de La Laguna, à Cádiz (Andalousie), et ont étudié dans le même collège. Lucas est le fils de Pedrito González, un ancien footballeur qui a joué pendant 8 ans au Real Club Celta de Vigo.
Quand ils n'étaient pas encore connus, Jesús Quintero les interviewa dans son émission Ratones Coloraos et c'est à partir de ce moment que leur succès commença, ils lui dédièrent alors la chanson Ratoncitos Coloraos sur leur premier album.
« Nous sommes ensemble depuis toujours », dit Lucas. « À la récréation, au lieu de manger nos sandwichs nous allions dans les environs, puis nous rentrions à l'école de musique du collège pour chanter. Nous avons décidé de former un groupe. Nous étions quatre au départ ». Et Lucas commença à composer. « Je fais des chansons depuis mes 12 ans mais cela fait quatre ans que ce travail est devenu plus sérieux », disait Lucas.
Le 27 mai 2003, sort leur premier album intitulé Andy & Lucas, constitué de treize titres, et leur premier single Son de amores devient le tube de l'été. Ils ont vendu plus de 500 000 exemplaires et le 16 mars 2004, leur album fut édité au Mexique, en Argentine, aux États-Unis, au Chili, au Costa Rica, en Colombie, au Venezuela, au Pérou et en Équateur.
Ils ont obtenu un grand succès dans toute l'Amérique Latine et Son de amores atteint la première place du prestigieux chart Hot Latin Tracks de la revenue américaine Billboard.
Le 30 novembre 2004, ils sortent leur deuxième album Desde_mi_barrio, avec treize nouvelles chansons composées par Lucas, sauf Madre qui correspondait aux d'Andy en tant que compositeur.
Avec plus de 1 000 000 d'exemplaires vendus depuis leur premier album et avec onze disques de platine en sus vitrinas, Andy y Lucas reviennent le 27 février 2007 avec leur troisième album Ganas de vivir, douze titres dont sept composés par Lucas et 5 par Andy.
En 2012 sort leur nouveau single intitulé "El ritmo de las olas".

## Discographie

### Albums
- Andy & Lucas (2003)
- Andy & Lucas Ed. Especial (2003)
- En su salsa (2004)
- Desde mi barrio (2004)
- ¿Qué no? ¡Anda que no! (2005)
- Ganas de vivir (2007)
- Con los pies en la tierra (2008)
- Pido la palabra (2010)
- El ritmo de las olas (2012)
- Más de 10 (2014)
- Imparable (2016)
- Nueva Vida (2018)

### Singles
- 2003 "Son de amores" - #1 (Lista 40), #1 (Billboard)
- 2003 "Tanto la quería" - #1 (Lista 40)
- 2004 "Y en tu ventana" - #1 (Lista 40)
- 2004 "Hasta los huesos" - #6 (Lista 40)
- 2004 "Mírame a la cara" - #23 (Lista 40)
- 2004 "Como caído del cielo" - #3 (Lista 40)
- 2005 "Quiero ser tu sueño" - #9 (Lista 40)
- 2005 "Yo lo que quiero" - #25 (Lista 40)
- 2005 "Mi barrio" - #21 (Lista 40)
- 2007 "Quiéreme" - #1 (Promusicae)
- 2007 "Quiero que sepas"
- 2007 "De qué me vale"
- 2008 "Tú que quieres que yo le haga" - #4 (Promusicae)
- 2008 "Tus miradas"
- 2010 "Aqui sigo yo" - No. 15 (Promusicae)
- 2011 "Pido la palabra" (avec Diana Navarro)
- 2011 "Faldas"
- 2012 "El ritmo de las olas"
- 2013 "Echándote De Menos"
- 2014 "Silencio"
- 2014 "Si unas palabras bastan"
- 2015 "Besos"
- 2016 "El Último Beso"
- 2016 "Tú háblale"
- 2017 "Quiero la Playa"
- 2018 "Para Que Bailes Conmigo" (avec Dr. Bellido)
- 2018 "La Última Oportunidad"
- 2018 "Nueva vida"
- 2020 "Toda La Noche"
- 2020 "Me He Enamorado (avec Nolasko & Maki)
- 2021 "En el Parque del Amor"
- 2021 "Sin Ella"